# Вуд, Роберт (писатель)
Ро́берт Вуд (англ. Robert Wood; ок. 1717 — 9 сентября 1771) — английский путешественник, писатель

Титульный лист издания 1775 года

. Его книга о Гомере была весьма популярна у современников и оказала большое влияние на восприятие всей античности.

## Биография
Вуд родился в местности Риверстаун в графстве Мит в Ирландии. В 1743 и 1751 годах совершил путешествие по Греции и Ближнему Востоку. Результатом этого стали книги «Руины Пальмиры» (1753) и «Руины Баальбека» (1757). С 1763 года — член британского Общества дилетантов.
В 1756—63 годах был младшим государственным секретарем (Under-Secretary of State) под началом Уильяма Питта Старшего. С 1761 года до конца жизни — депутат Парламента.
Он умер в своём доме в Патни 9 сентября 1771 года на пятьдесят пятом году жизни. Вуд был похоронен 15 сентября в западной части кладбища Патни недалеко от Аппер-Ричмонд-роуд. Великолепный памятник из белого мрамора с эпитафией Хораса Уолпола был воздвигнут его вдовой Энн Вуд в память о смерти их сына Томаса Вуда 25 августа 1772 года, на девятом году жизни.

## «Эссе о прирожденном гении и творениях Гомера»
Главная книга его жизни, «Эссе о прирожденном гении и творениях Гомера» (Essay on the Original genius and Writings of Homer), первоначально была напечатана на правах рукописи для узкого дружеского круга в 1769 году. Дополненное и исправленное издание вышло в 1775 году. Вскоре последовали переводы на французский, немецкий, итальянский и испанский языки.
Вуд настаивал, что поэзия Гомера всецело зависит от устной традиции, и что Гомер был неграмотным.
Глава о Троаде помогла Генриху Шлиману определить место раскопок.
Гёте вспоминал о воздействии этой книги в «Поэзии и правде»: «Отныне в этих поэмах мы видели уже не высокопарный, ходульный героизм, а отражение древнейшей действительности и старались приблизить её к своим представлениям».